# スーダン (サイ)
スーダン（Sudan、1973年 – 2018年3月19日）は、ケニアのライキピアカウンティに所在するオルペジェタ自然保護区 (en) で飼育されていたオスのキタシロサイである。絶滅に瀕しているキタシロサイのオスとしては、最後の1頭であった。2009年にチェコのドヴール・クラーロヴェー動物園 (en) からオルペジェタ自然保護区に引き取られて飼育されていたが、老齢化に伴う肢の感染症が悪化したため、最後は安楽死で生涯を終えた。スーダンの死により、生存するキタシロサイの個体はスーダン自身の娘と孫にあたる2頭のメスのみとなった。

## 経緯

### キタシロサイについて
シロサイは陸上に生息する動物のうち最大のものの1つとされ、オスの体長は370-400センチメートル、体重は2,300キログラム、メスは体長が340-365センチメートル、体重は1,700キログラムに及ぶ。この種はCeratotherium simum simum（ミナミシロサイ (en) ）とCeratotherium simum cottoni（キタシロサイ）という2亜種に分かれている。ミナミシロサイは南アフリカに分布し、キタシロサイは中央アフリカ共和国、コンゴ、南スーダン、ウガンダなどに分布していた。このうち亜種C. s. cottoniを独立種とみなす学説も存在する。寿命は45年-50年程度とされる。
シロサイはクロサイよりもおとなしい性質であり、容易に近づくことが可能である。その巨大な体躯のために外敵を恐れる必要は少ないものの、性質のおとなしさから人間からの攻撃には無力である。
シロサイはかつて現在のサハラ砂漠を含めたアフリカのほとんどの地域に広く生息していたことが、化石や骨、古代の壁画などから判明している。WWFによれば、1960年の時点でアフリカで生息するキタシロサイの個体数は2,000頭以上を数えていた。しかし、人口の増加による生息地の開発や角を目的とする密猟の横行によって個体数が急激に減少した。キタシロサイと近縁のミナミシロサイは繁殖や個体の移住活動などの保護政策や管理下における一定数のスポーツ・ハンティングの容認などが功を奏して、個体数は約2万頭にまで回復していた。
サイ類の角は人間の爪と同じくケラチンでできていて、古代から中国では漢方薬として使われていた。ブラックマーケットにおける取引ではサイの角が金よりも高い価格で取引されるため、アフリカ南部では組織犯罪による密猟の激増が指摘された。加えて生息地での内戦が勃発したことによって保護活動が中断したため、キタシロサイの減少に歯止めをかけることはできなかった。
コンゴ民主共和国（旧ザイール）では1960年に1200頭いたキタシロサイが1984年の時点では15頭にまで減少し、ウガンダやスーダンでも戦争の影響で生息数が激減した。1987年の時点でウガンダ、スーダン、中央アフリカでは生息が確認されず、コンゴ民主共和国では22頭のみの生息が確認されていた。野生のキタシロサイは、2008年までに絶滅したと推定されている。

### 最後のオス、スーダン

スーダン（2015年5月22日）

スーダンは1975年2月、推定2歳のときに南スーダンで捕獲され、チェコのドヴール・クラーロヴェー動物園で飼育されていた。ドヴール・クラーロヴェー動物園が財政難に陥って繁殖計画を断念したため、2009年にオスの「スニ」、そして自分の子「ナジン」、孫「ファトゥ」という2頭のメスとともにケニアのオルペジェタ自然保護区に移動した。
既に記述したとおり、1960年の時点でアフリカにいたキタシロサイの個体数は2,000頭以上いたものの、1984年の段階では15頭まで減少していた。1990年代後半には、生息地のコンゴ民主共和国で内戦が勃発して保護活動が中断した。国際自然保護連合（IUCN）が発表した報告によれば、2013年だけでも密猟が原因で11分に1頭の割合でアフリカに生息するサイが殺されていた。
キタシロサイの個体数は減り続け、2014年10月18日、生殖能力のあった唯一のオス、スニ（34歳）の死体がオルペジェタ自然保護区内で発見された。2014年12月にはアメリカ合衆国カリフォルニア州のサンディエゴ動物園で飼育されていた「アンガリフ」 (en) （44歳）という名のオスが死亡し、スーダンはキタシロサイで最後のオスとなった。
2015年の初めには、キタシロサイの個体数はドヴール・クラーロヴェー動物園とサンディエゴ動物園（いずれもメス）、そして、オルペジェタ自然保護区にいるスーダンとナジン、ファトゥの合わせて5頭のみが残されていた。2015年7月31日、ドヴール・ クラーロヴェー動物園のメス「ナビレ」（31歳）が卵巣嚢胞破裂の合併症で死亡した。同年11月、サンディエゴ動物園のメス「ノラ」 (en) （41歳）が感染症と膿瘍の悪化によって安楽死となった。
ノラの死によって、スーダン、ナジン、ファトゥは地球上で最後に残ったキタシロサイの個体となった。3頭は武装したレンジャーに24時間警護され、体には無線送信機が取り付けられた。スーダンの角は、密猟者の攻撃から守るために切除されていた。スーダンは高齢で精子の数が極端に少なくなっていたため、ナジン、ファトゥとの間に子孫を残すことは非常に困難と見られていた。
2017年、スーダンはアメリカ合衆国の大手デートアプリTinderに「世界で最も結婚相手にふさわしい独身男性」として登録された。これはキタシロサイの体外受精による人工繁殖に要する資金を集めるために、Tinderとオルペジェタ自然保護区が合同で企画したものであった。目標とする資金は900万ドルで、介助生殖技術（ART）の研究に充てられた。この研究が成功すれば、サイの人工繁殖実用化が大きく前進するものであった。
同年末、スーダンの右後肢が感染症にかかった。獣医師のチームが診断と治療に当たり、経過は良好であった。2018年に入るとスーダンは通常と変わらない生活に戻り、エサも普通に摂れるまでの回復を見せた。しかし3月初旬に最初の患部の下にさらに重度の感染症が見つかった。24時間体制で獣医師チームが治療に当たっていたが、今回の回復は遅かった。
3月4日、スーダンは一度立ち上がって静かに草を食み始め、回復のきざしを見せた。しかしその後病状が悪化して、立ち上がることさえできなくなった。獣医師チームはスーダンの苦しみを長引かせないために、3月19日に安楽死させた。
オルペジェタ自然保護区の最高責任者を務めるリチャード・ビーンは、スーダンの死について以下のように声明を発表した。

### 残された希望
スーダンが死ぬ前から、研究者たちは体外受精による種の保存技術開発を続けていた。スーダンとスニの精子は、ベルリンにあるライプニッツ野生動物研究所で冷凍保存されている。ナジンとファトゥは高齢で繁殖が困難なため、近縁のミナミシロサイを代理母とする研究が進んでいる。
2018年7月、科学誌ネイチャー・コミュニケーションズはドイツ人科学者たちによる研究開発チームがサイのメスから卵母細胞を取り出すことに成功したとの研究結果を発表した。科学者たちは既に死んだオスのサイ2頭の精子を用いて、胚を作る方法に取り組んだ。この胚はキタシロサイの近縁種から採取した卵子を使って作られた。
研究開発チームの1人は「完全なキタシロサイの子供が「3年以内に」生まれるのを期待している」と述べたという。ただし、シンシナティ動物園のテリー・ロス博士はその期待を「楽観的」と指摘した上で「サイにおける（代理母への）胚移植は研究の初期段階で、サイのどの種でもまだ成功したことがない（中略）キタシロサイ（の卵子）を手に入れるのは困難で、その数も限られるだろう。おそらく生成された胚は全て、代理母となる個体が準備されるまで冷凍保存される必要がある」と述べている。
その他に、2015年に死んだメスのナビレの卵子と組織がイタリアの研究機関に保存されている。ナビレは卵巣膿瘍のために子孫を残すことはできなかったものの、健康だった方の卵巣から卵子を保存することが可能であった。